# ユンノリ

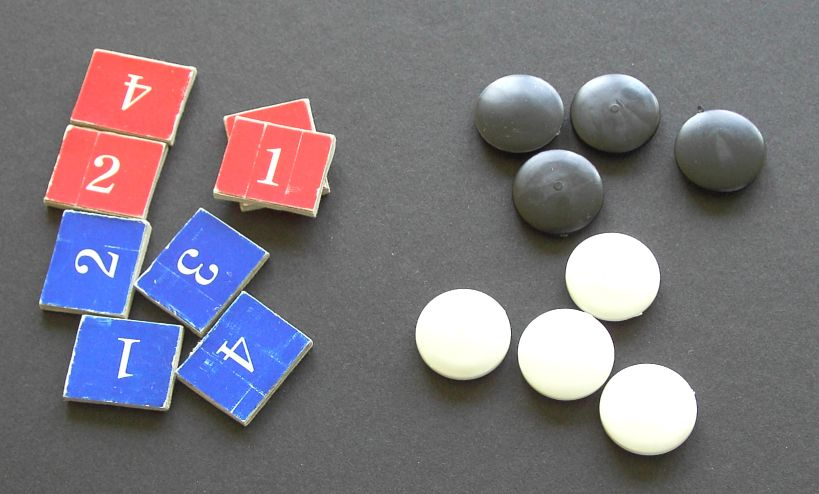
ユンノリに用いる駒（マル）

ユンノリ（朝鮮語：윷놀이）は、朝鮮半島に伝わる双六のような遊戯。語義はユッ（윷、遊戯に用いる「棒」）+ノリ（놀이、「遊び」）であり、起源は夫余の五部からとされる。
サイコロのかわりに4本のユッ（윷）と呼ばれる木の棒（樺や栗の木で作る。前者は女性が, 後は男性が主に使う）を投げ、落ちたときのユッの状態に応じてコマを進めていく。コマを合体させたりする戦略的要素がある。

## ユッの数え方

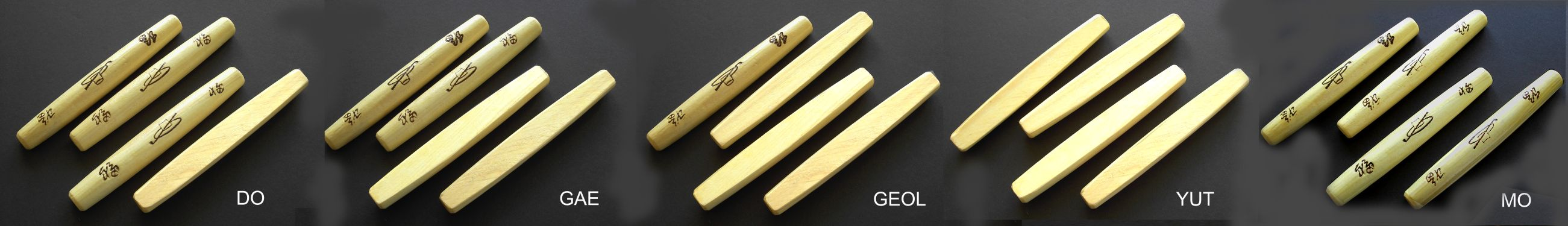
ユンノリに用いる棒（ユッ）

4本のユッを投げ、落ちたときの面の向きで駒の進む数が決まる。画像例では刻印のある面が裏、平面が表。これは原理的には日本のまわり将棋における金将に類似する。
| ユッの状態 | 呼び方         | 進める数 |
| 表×1、裏×3 | ト（도、豚）   | 1        |
| 表×2、裏×2 | ケ（개、犬）   | 2        |
| 表×3、裏×1 | コル（걸、羊） | 3        |
| 表×4、裏×0 | ユッ（윷、牛） | 4        |
| 表×0、裏×4 | モ（모、馬）   | 5        |

## 遊び方
チームは二つで、それぞれ4つの駒を使う。4つの駒を全部到着地点に送るチームが勝つ。
「ユッ」、又は「モ」が出るともう一回ユッを投げる。
ユッは布団やむしろ等の上に投げる。この時、布団（又はむしろ）の外の地に触れる棒がある場合これを「낙（ナク、落）」と言い、投げたユッは無効になって何も出来なく、そのまま相手の順序になる。
但しこれは韓国でのルールで、北朝鮮にはこのルールはない。
駒を動かす時、進もうとする所に相手の駒があるとその駒を捕まえる。そして、捕まれた相手の駒は盤から追い出される。
このように相手の駒を捕まえた時にももう一回ユッを投げる。但し、「ユッ」や「モ」で捕まえた場合は投げられない。
自分の駒を動かす時、進もうとする所に自分の駒があるとその駒と合体する。これを「업기（オプキ : 背負い）」」と言う。背負う駒の数の制限はない（4つ全部背負う事も出来る）。相手に捕まった時は一緒に盤から追い出され、合体した駒たちは解体される。
現代の韓国ではユンノリをもっと楽しくする為に一本の棒の表に印をして置いて、この棒一つだけ表が出た時「トゥイット(뒷도)」又は「ペクト(빽도)」と言い、駒を一歩後退させる事もある。このトゥイット（ペクト）で相手の駒を捕まえた時にももう一回ユッを投げる。

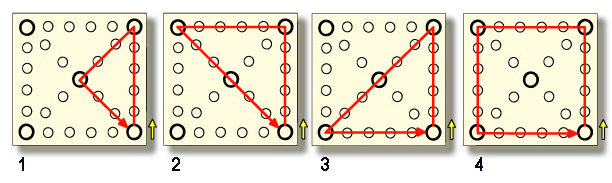
ユンノリに用いる盤（マルパン）

1. ↑  申采浩『朝鮮上古史』（邦訳p.66）で、『魏志夫餘伝』に見える「馬加・牛加・豬加・狗加・大使（犬使）」をユンノリの馬・牛・豚・犬などにあてはめている